# Martin Hašek (1995)
Martin Hašek (* 3. října 1995) je český fotbalista, momentálně bez angažmá Jeho otcem je bývalý fotbalista Martin Hašek, jeho mladší bratr Filip je také fotbalistou, jeho nejmladší bratr Mojmír fotbalistou není.

## Klubová kariéra

### AC Sparta Praha
Martin Hašek za Spartu neodehrál jediné utkání. Hrál na hostováních v Pardubicích, ve Viktorii Žižkov, ve Vlašimi a v Bohemians Praha 1905.

### Bohemians Praha 1905
V červnu 2017, po ročním hostování v klubu, Hašek do Bohemians přestoupil. Sparta si na něj ale nechala předkupní právo. Za 1 a půl sezony nastoupil do 42 ligových utkání, ve kterých vstřelil 6 branek.

### AC Sparta Praha
Sparta využila předkupní právo a Haška odkoupila 28. prosince 2018 za 4 miliony korun. Martin Hašek podepsal smlouvu na dva a půl roku. V podzimní části sezony 19/20 se Martin Hašek stal klíčovým hráčem sestavy a byl jedním z nejproduktivnějších hráčů, když si v lize ve 20 zápasech připsal 5 gólů a 4 asistence a zaostal tak pouze za Guélorem Kangou (10+4) a Adamem Hložkem (3+7).

#### Haškův odchod ze Sparty
00Pohled Sparty
Během zimní přestávky si nevyzvedl tréninkové vybavení nutné pro monitoring fyzické zátěže a následné výsledky fyzických testů prokázaly významný pokles jeho fyzické kondice. Na Haška přišla nabídka z maďarského Ferencvárosi TC, Sparta ale nabídku odmítnula. Další nabídka přišla z izraelského Makabi Haifa FC, na nabídku 20 milionů korun ale Sparta nereagovala. Makabi ale nabídku navýšilo na 25 milionů a Sparta už byla ochotna jednat. V lednu se ale Martin Hašek měl pohádat s nejužším vedením v čele se sportovním ředitelem klubu Tomášem Rosickým, následně odmítl s klubem odcestovat na soustředění do španělské Marbelly. Hráč byl za trest přeřazen do „B“ týmu a řešila se jeho budoucnost. Odcestoval do Izraele, kde se měl dohodnout na smlouvě s klubem Makabi Haifa FC. K podpisu smlouvy ale nedošlo, protože si před podpisem řekl o více peněz, na což ale izraelský klub nechtěl přistoupit a poslal Haška domů. Haška se v médiích zastal jeho otec Martin Hašek st., který uvedl, že jeho syn by se měl vrátit do A týmu, jelikož bez něj Sparta neuhraje žádné body. Sparta ale návrat mladého záložníka zamítla, ten se tak musel nadále připravovat s třetiligovou rezervou. Dne 25. února Hašek (zastoupený Markétou Vochoska Haindlovou) doručil Spartě ultimátum k přeřazení zpět do A-týmu mužstva. Klub výzvu odmítl s tím, že hráč má nadále plnit své povinnosti v rezervě. Dne 12. března se Martin Hašek nedostavil na trénink a ve stejný den doručil jednostrannou výpověď. Podle regulí byla jeho smlouva skutečně vyřazena z registru a Hašek se tak stal volným hráčem, Sparta se ovšem brání a podniká právní kroky. Začátkem dubna začala turecká média spojovat Haškovo jméno s tureckým Beşiktaşem, údajný přestup se ale zadrhl.
00Pohled Martina Haška
V září 2020 Martin Hašek v médiích promluvil o svém odchodu. Dříve se ozvat nemohl, jelikož by z jeho strany došlo k porušení smlouvy. Dle svých slov se ve Spartě už od začátku necítil příliš dobře. Jako příklady uvedl, že ještě před podpisem smlouvy se v médiích (mj. vlastněných majitelem Sparty Danielem Křetínským) dočetl o svých velkých požadavcích, a nebo situaci, kde mu místopředseda představenstva Adam Kotalík slíbil na míru šité kopačky od firmy Nike, jelikož ve standardních se mu špatně hrálo. Podle firmy Nike ale k žádnému kontaktu nedošlo a Martin Hašek nastoupil v kopačkách firmy Puma, za což následně dostal od klubu pokutu ve výši 62 500 korun. I kvůli těmto věcem se ve Spartě necítil dobře a už v létě 2019 požádal vedení o přestup. Sportovní ředitel Tomáš Rosický ho ale přesvědčil, aby v klubu zůstal, jelikož přijde nový trenér (Václav Jílek) a dostane novou šanci. V klubu tedy zůstal, o přestup znovu zažádal v zimní přestávce. Ještě před zimní přestávkou se kvůli nemoci neúčastnil posledního utkání roku s Ostravou, po kterém si hráči vyzvedávali sporttestery pro monitoring fyzické zátěže. Další fotbalisté, kteří se utkání neúčastnili, obdrželi testery na tréninku, z důvodů nemoci ze ale ani jeho nezúčastnil, a tudíž tester nemohl dostat ani při jedné příležitosti. Za to následně dostal pokutu ve výši 75 tisíc korun. Den před fyzickými testy Hašek onemocněl, což potvrdil i vedoucí mužstva Miroslav Baranek, který ho vezl na vyšetření do nemocnice (což Hašek považuje za projev nedůvěry). O týden později se zapojil do tréninku, ale vzápětí byl poslán na fyzické testy, které kvůli předchozí nemoci nemohl stoprocentně splnit. Tři dny před odletem na soustředění se v komunikaci s trenérem Jílkem domluvil, že na něj neodjede, jelikož z klubu odchází, a tak by to postrádalo smysl. V den odletu mu bylo Tomášem Rosickým oznámeno, že předchozí zájem izraelského klubu Makabi Haifa FC opadl, jelikož Haifa našla jiného hráče. A Hašek dostal na výběr, jestli ještě nechce odletět na soustředění. Následně se ale dostal do konfliktu s odborníkem na smlouvy Petrem Hrdličkou, a jednání bylo tak dlouhé, že odlet týmu ani nemohl stihnout. Haškův agent ale potvrdil, že Haifa stále zájem má, a tak odletěl do Izraele. K dohodě ale nedošlo, Haifa totiž nabídla pouze 50 % z původní částky, na což nebylo přistoupeno. Další možnost odchodu, hostování v nejmenovaném polském klubu, ale byla Spartou smetena ze stolu. Přesun do B týmu Hašek odmítl s tím, že jako profesionální hráč s profesionální smlouvou nebude působit v amatérské lize a z toho důvodu podal výpověď.
00Rozhodnutí
Dne 23. října 2020 byl doručen Spartě dokument Rozhodčí nález Sboru rozhodců FAČR, podle kterého má Martin Hašek Spartě zaplatit částku 800 000 euro (v přepočtu téměř 22 milionů korun). Rozhodčí senát snížil jednu z finančních sankcí, které byly Martinu Haškovi v průběhu smlouvy udělené klubem, a Sparta by tak měla být povinna Haškovi vrátit 150 000 korun. Sparta se ale odvolala, a Sbor rozhodců tak bude muset opět zasednout.

#### Pokračování v kariéře
Dne 18. listopadu vyšla v médiích zpráva, že Martin Hašek by měl být blízko k podepsání jednoroční smlouvy v týmu SFC Opava. K podpisu ale nakonec nedošlo, Opava nechtěla riskovat, že by byla povinna uhradit za hráče pokutu, kterou mu vyměřil Sbor rozhodců. Na konci prosince byl blízko podpisu v posledním týmu 2. německé ligy, ve Würzburgeru Kickers.

### Würzburger Kickers
Martin Hašek byl Würzburgerem oficiálně představen 5. ledna 2021. V dresu Kickers debutoval 6. ledna v utkání proti FC St. Pauli. U Kickers ale dlouho nezůstal, po konci sezony v klubu skončil.

### BB Erzurumspor
V září 2021 podepsal smlouvu v druholigovém tureckém BB Erzurumspor.

### Wisla Plock
Od 28.2.2023 je hráčem polského klubu Wisła Płock.